# Giải vô địch bóng đá U-16 Đông Nam Á 2022
Giải vô địch bóng đá U-16 Đông Nam Á 2022 (tiếng Anh: 2022 AFF U-16 Youth Championship, tiếng Indonesia: Kejuaraan Remaja U-16 AFF 2022) là mùa giải thứ 15 của Giải vô địch bóng đá U-16 Đông Nam Á, giải đấu bóng đá thường niên dành cho lứa tuổi dưới 16 do Liên đoàn bóng đá Đông Nam Á (AFF) tổ chức. Giải đấu lần này diễn ra tại Indonesia từ ngày 31 tháng 7 đến ngày 12 tháng 8 năm 2022.
Malaysia là đương kim vô địch của giải đấu, nhưng không thể vượt qua vòng đấu bảng. Indonesia đã giành chức vô địch thứ hai của mình sau khi đánh bại Việt Nam với tỷ số 1–0 trong trận chung kết.

## Các đội tuyển tham dự
Giải đấu này không có vòng loại, tất cả các đội tuyển đều được tham dự vòng chung kết. 12 đội tuyển sau đây đến từ các hiệp hội thành viên của Liên đoàn bóng đá Đông Nam Á đã tham dự giải đấu, và được chia thành 3 bảng 4 đội.
| Đội tuyển   | Hiệp hội         | Tham dự | Thành tích tốt nhất lần trước                              |
| ----------- | ---------------- | ------- | ---------------------------------------------------------- |
| Úc          | LĐBĐ Úc          | 8 lần   | Vô địch (2008, 2016)                                       |
| Brunei      | HHBĐ Brunei      | 9 lần   | Vòng bảng (2002, 2007, 2013, 2015, 2016, 2017, 2018, 2019) |
| Campuchia   | LĐBĐ Campuchia   | 11 lần  | Hạng tư (2016)                                             |
| Indonesia   | HHBĐ Indonesia   | 11 lần  | Vô địch (2018)                                             |
| Lào         | LĐBĐ Lào         | 11 lần  | Á quân (2002, 2007, 2011)                                  |
| Malaysia    | HHBĐ Malaysia    | 12 lần  | Vô địch (2013, 2019)                                       |
| Myanmar     | LĐBĐ Myanmar     | 12 lần  | Vô địch (2002, 2005)                                       |
| Philippines | LĐBĐ Philippines | 9 lần   | Vòng bảng (2002, 2011, 2013, 2015, 2016, 2017, 2018, 2019) |
| Singapore   | HHBĐ Singapore   | 11 lần  | Hạng tư (2008, 2011)                                       |
| Thái Lan    | HHBĐ Thái Lan    | 11 lần  | Vô địch (2007, 2011, 2015)                                 |
| Đông Timor  | LĐBĐ Đông Timor  | 8 lần   | Hạng ba (2010)                                             |
| Việt Nam    | LĐBĐ Việt Nam    | 12 lần  | Vô địch (2006, 2010, 2017)                                 |

## Bốc thăm
12 đội tuyển tham dự được chia thành 3 bảng 4 đội. Lễ bốc thăm cho giải đấu đã được tiến hành vào ngày 9 tháng 6 năm 2022.
| Nhóm 1                                    | Nhóm 2                     | Nhóm 3                    | Nhóm 4                           |
| ----------------------------------------- | -------------------------- | ------------------------- | -------------------------------- |
| Indonesia (chủ nhà) · Malaysia · Thái Lan | Việt Nam · Đông Timor · Úc | Lào · Singapore · Myanmar | Campuchia · Brunei · Philippines |

## Địa điểm
Vào tháng 7 năm 2022, Hiệp hội bóng đá Indonesia (PSSI) thông báo hai địa điểm tổ chức giải đấu nằm ở Vùng đặc biệt Yogyakarta.
| Sleman                                                       | Bantul                    |
| ------------------------------------------------------------ | ------------------------- |
| Sân vận động Maguwoharjo                                     | Sân vận động Sultan Agung |
| Sức chứa: 31.700                                             | Sức chứa: 35.000          |
|                                                              |                           |
| SlemanBantulGiải vô địch bóng đá U-16 Đông Nam Á 2022 (Java) |                           |

## Đội hình
Các cầu thủ sinh từ sau ngày 1 tháng 1 năm 2006 có đủ điều kiện để tham dự giải đấu.

## Vòng bảng

### Bảng A
| VT | Đội           | ST | T | H | B | BT | BB | HS  | Đ | Giành quyền tham dự     |
| -- | ------------- | -- | - | - | - | -- | -- | --- | - | ----------------------- |
| 1  | Indonesia (H) | 3  | 3 | 0 | 0 | 13 | 1  | +12 | 9 | Vòng đấu loại trực tiếp |
| 2  | Việt Nam      | 3  | 2 | 0 | 1 | 11 | 3  | +8  | 6 | Vòng đấu loại trực tiếp |
| 3  | Philippines   | 3  | 1 | 0 | 2 | 2  | 8  | −6  | 3 |                         |
| 4  | Singapore     | 3  | 0 | 0 | 3 | 2  | 16 | −14 | 0 |                         |

| Việt Nam                                                                                              | 5–1      | Singapore     |
| --- | -------- | ------------- |
| - Nguyễn Hữu Trọng 8' - Phan Thanh Đức Thiện 23', 53' - Nguyễn Xuân Toàn 45+2' - Hoàng Công Hậu 90+3' | Chi tiết | - Ramli 45+1' |

| Indonesia                     | 2–0      | Philippines |
| ----------------------------- | -------- | ----------- |
| - Peña 4' (l.n.) - Arkhan 37' | Chi tiết |             |

| Philippines | 0–5      | Việt Nam                                                                        |
| ----------- | -------- | ------------------------------------------------------------------------------- |
|             | Chi tiết | - Phan Thanh Đức Thiện 38', 55' - Lê Đinh Long Vũ 43' - Hoàng Công Hậu 57', 72' |

| Singapore | 0–9      | Indonesia |
| --------- | -------- | --- |
|           | Chi tiết | - Nabil Asyura 3', 18', 30' - Hanif Ramadhan 20' - Kafiatur Rizky 35', 43' - Riski Afrisal 59' Waliy Marifat 79' (ph.đ.) - I Komang Agus 90+1' |

| Singapore       | 1–2      | Philippines                          |
| --------------- | -------- | ------------------------------------ |
| - Jonan Tan 70' | Chi tiết | - Arvin Alayon 48' - Julio Yoldi 88' |

| Indonesia                | 2–1      | Việt Nam                         |
| ------------------------ | -------- | -------------------------------- |
| - Arkhan 51' - Nabil 55' | Chi tiết | - Nguyễn Công Phương 41' (ph.đ.) |

### Bảng B
| VT | Đội        | ST | T | H | B | BT | BB | HS  | Đ | Giành quyền tham dự     |
| -- | ---------- | -- | - | - | - | -- | -- | --- | - | ----------------------- |
| 1  | Thái Lan   | 3  | 2 | 1 | 0 | 10 | 2  | +8  | 7 | Vòng đấu loại trực tiếp |
| 2  | Lào        | 3  | 1 | 2 | 0 | 12 | 2  | +10 | 5 |                         |
| 3  | Đông Timor | 3  | 1 | 1 | 1 | 12 | 5  | +7  | 4 |                         |
| 4  | Brunei     | 3  | 0 | 0 | 3 | 0  | 25 | −25 | 0 |                         |

| Đông Timor      | 1–1      | Lào                 |
| --------------- | -------- | ------------------- |
| - Goncalves 84' | Chi tiết | - Keomoungkhoun 10' |

| Thái Lan                                                                 | 5–0      | Brunei |
| ------------------------------------------------------------------------ | -------- | ------ |
| - Puntamunee 20', 34' - Seewongkaew 44' - Khetchompu 53' - Boondaung 79' | Chi tiết |        |

| Brunei | 0–10     | Đông Timor |
| ------ | -------- | --- |
|        | Chi tiết | - Lemos 34', 38', 65', 74' - Silva 52' - Muhammad 54' (l.n.) - Goncalves 55' - Pires 76' - Santos 79' - Amaral 86' |

| Lào           | 1–1      | Thái Lan     |
| ------------- | -------- | ------------ |
| - Liyasak 19' | Chi tiết | - Saelio 58' |

| Lào                                                                                              | 10–0     | Brunei |
| ------------------------------------------------------------------------------------------------ | -------- | ------ |
| - Nanthavongdouansy 10', 29', 67', 71' - Keohanam 26' (ph.đ.), 36', 53', 57' - Sihalath 68', 87' | Chi tiết |        |

| Thái Lan                                        | 4–1      | Đông Timor     |
| ----------------------------------------------- | -------- | -------------- |
| - Kritakan 9' - Jirapol 17' - Tontawan 50', 64' | Chi tiết | - Carvalho 46' |

### Bảng C
| VT | Đội       | ST | T | H | B | BT | BB | HS | Đ | Giành quyền tham dự     |
| -- | --------- | -- | - | - | - | -- | -- | -- | - | ----------------------- |
| 1  | Myanmar   | 3  | 2 | 1 | 0 | 5  | 3  | +2 | 7 | Vòng đấu loại trực tiếp |
| 2  | Malaysia  | 3  | 1 | 2 | 0 | 6  | 3  | +3 | 5 |                         |
| 3  | Campuchia | 3  | 1 | 0 | 2 | 4  | 6  | −2 | 3 |                         |
| 4  | Úc        | 3  | 0 | 1 | 2 | 6  | 9  | −3 | 1 |                         |

| Úc                       | 2–3      | Myanmar                                                      |
| ------------------------ | -------- | ------------------------------------------------------------ |
| - Coveny 39' - Pizio 44' | Chi tiết | - Saw Myo Zaw 3' - Shine Wanna Aung 23' - Pyae Sone Aung 72' |

| Malaysia                     | 3–0      | Campuchia |
| ---------------------------- | -------- | --------- |
| - Zakimi 6' - Asrul 59', 78' | Chi tiết |           |

| Campuchia                                                  | 4–2      | Úc                                  |
| ---------------------------------------------------------- | -------- | ----------------------------------- |
| - Var David 1' - Sou Menghong 13', 90+1' - Soun Makara 75' | Chi tiết | - Ayman Gulasi 30' - Max Hately 83' |

| Myanmar               | 1–1      | Malaysia      |
| --------------------- | -------- | ------------- |
| - Kaung Khant Zaw 50' | Chi tiết | - Mat Disa 2' |

| Myanmar                 | 1–0      | Campuchia |
| ----------------------- | -------- | --------- |
| Lin Htet Oo 48' (ph.đ.) | Chi tiết |           |

| Malaysia            | 2–2      | Úc                        |
| ------------------- | -------- | ------------------------- |
| Saharuddin 36', 48' | Chi tiết | - Gulasi 17' - Hately 65' |

### Xếp hạng các đội đứng thứ hai
Chỉ một đội nhì bảng có thành tích tốt nhất giành quyền vào bán kết.

| VT | Bg | Đội      | ST | T | H | B | BT | BB | HS  | Đ | Giành quyền tham dự     |
| -- | -- | -------- | -- | - | - | - | -- | -- | --- | - | ----------------------- |
| 1  | A  | Việt Nam | 3  | 2 | 0 | 1 | 11 | 3  | +8  | 6 | Vòng đấu loại trực tiếp |
| 2  | B  | Lào      | 3  | 1 | 2 | 0 | 12 | 2  | +10 | 5 |                         |
| 3  | C  | Malaysia | 3  | 1 | 2 | 0 | 6  | 3  | +3  | 5 |                         |

## Vòng đấu loại trực tiếp
Trong vòng đấu loại trực tiếp, loạt sút luân lưu sẽ được sử dụng để quyết định đội thắng nếu cần thiết.

### Sơ đồ
|  | Bán kết             | Bán kết   |                     |       | Chung kết | Chung kết |
|  |                     |           |                     |       |           |           |
|  | 10 tháng 8 – Sleman |           |                     |       |           |           |
|  |                     |           |                     |       |           |           |
|  | Thái Lan            | 0         |                     |       |           |           |
|  | Thái Lan            | 0         | 12 tháng 8 – Sleman |       |           |           |
|  | Việt Nam            | 2         |                     |       |           |           |
|  | Việt Nam            | 2         | Việt Nam            | 0     |           |           |
|  | 10 tháng 8 – Sleman |           | Việt Nam            | 0     |           |           |
|  |                     | Indonesia | 1                   |       |           |           |
|  | Indonesia           | Indonesia | 1                   | 1 (5) |           |           |
|  | Indonesia           |           |                     | 1 (5) |           |           |
|  | Myanmar             | 1 (4)     |                     |       |           |           |
|  | Myanmar             | 1 (4)     | Tranh hạng ba       |       |           |           |
|  |                     |           |                     |       |           |           |
|  | 12 tháng 8 – Sleman |           |                     |       |           |           |
|  |                     |           |                     |       |           |           |
|  | Thái Lan            | 3         |                     |       |           |           |
|  | Thái Lan            | 3         |                     |       |           |           |
|  | Myanmar             | 0         |                     |       |           |           |

### Các trận đấu

#### Bán kết
| Thái Lan | 0–2      | Việt Nam                                         |
| -------- | -------- | ------------------------------------------------ |
|          | Chi tiết | - Nguyễn Công Phương 30' - Nguyễn Trọng Tuấn 83' |

| Indonesia                                                                    | 1–1      | Myanmar                                                                                |
| ---------------------------------------------------------------------------- | -------- | -------------------------------------------------------------------------------------- |
| - Riski Afrisal 69'                                                          | Chi tiết | - Nay Min Htet 44'                                                                     |
| Loạt sút luân lưu                                                            |          |                                                                                        |
| - Iqbal Gwijangge - Figo Dennis - Arkhan Kaka - Riski Afrisal - Nabil Asyura | 5–4      | - Kaung Khant Zaw - Brang Don Le - Khon Cho Htoo - Shine Wanna Aung - Myat Phone Khant |

#### Tranh hạng ba
| Thái Lan                                                                           | 3–0      | Myanmar |
| ---------------------------------------------------------------------------------- | -------- | ------- |
| - Tontawan Puntamunee 70' - Chanasorn Choklap 83' - Ritikan Rungrotbenjaphon 90+3' | Chi tiết |         |

### Chung kết
| Việt Nam | 0–1      | Indonesia        |
| -------- | -------- | ---------------- |
|          | Chi tiết | - Kafiatur 45+2' |

## Thống kê

### Cầu thủ ghi bàn
Đã có 91 bàn thắng ghi được trong 22 trận đấu, trung bình 4.14 bàn thắng mỗi trận đấu.
5 bàn thắng
- Tontawan Puntamunee

4 bàn thắng
- Nabil Asyura
- Sayfon Keohanam
- Thanousack Nanthavongdouansy
- Alexandro Lemos
- Phan Thanh Đức Thiện

3 bàn thắng
- Kafiatur Rizky
- Hoàng Công Hậu

2 bàn thắng
- Ayman Gulasi
- Max Hately
- Sou Menghong
- Arkhan Kaka
- Riski Afrisal
- Xayxana Sihalath
- Faris Mohd Asrul
- Anjasmirza Saharuddin
- Jirapol Saelio
- Norbert Mota
- Nguyễn Công Phương

1 bàn thắng
- Luka Coveny
- Miguel Di Pizio
- Soun Makara
- Var David
- I Komang Ananta Krisna
- Hanif Ramadhan
- Waliy Ma'rifat
- Sisavath Keomoungkhoun
- Songkan Liyasak
- Arami Zakimi
- Dainei Mat Disa
- Kaung Khant Zaw
- Lin Htet Oo
- Nay Min Htet
- Pyae Sone Aung
- Saw Myo Zaw
- Shine Wanna Aung
- Arvin Alayon
- Julio Yoldi
- Jonan Tan
- Rasul Ramli
- Anumat Seewongkaew
- Chanasorn Choklap
- Kitiphat Boondaung
- Kritakan Rungrotbenjaphon
- Phantawat Khetchompoo
- Ritikan Rungrotbenjaphon
- Totifanio Amaral
- Luis da Silva
- Marques de Carvalho
- Jeremias dos Santos
- Vabio Pires
- Lê Đình Long Vũ
- Nguyễn Hữu Trọng
- Nguyễn Trọng Tuấn
- Nguyễn Xuân Toàn

1 bàn phản lưới nhà
- Arshrul Irfan (trong trận gặp Đông Timor)
- Jared Peña (trong trận gặp Indonesia)

### Bảng xếp hạng tổng thể
Bảng này cho biết thứ hạng của các đội xuyên suốt giải đấu.

| VT | Đội           | ST | T | H | B | BT | BB | HS  | Đ  | Kết quả chung cuộc  |
| -- | ------------- | -- | - | - | - | -- | -- | --- | -- | ------------------- |
| 1  | Indonesia (H) | 5  | 4 | 1 | 0 | 15 | 2  | +13 | 13 | Vô địch             |
| 2  | Việt Nam      | 5  | 3 | 0 | 2 | 13 | 4  | +9  | 9  | Á quân              |
| 3  | Thái Lan      | 5  | 3 | 1 | 1 | 13 | 4  | +9  | 10 | Hạng ba             |
| 4  | Myanmar       | 5  | 2 | 2 | 1 | 6  | 7  | −1  | 8  | Hạng tư             |
|    |               |    |   |   |   |    |    |     |    |                     |
| 5  | Lào           | 3  | 1 | 2 | 0 | 12 | 2  | +10 | 5  | Bị loại ở vòng bảng |
| 6  | Malaysia      | 3  | 1 | 2 | 0 | 6  | 3  | +3  | 5  | Bị loại ở vòng bảng |
| 7  | Đông Timor    | 3  | 1 | 1 | 1 | 12 | 5  | +7  | 4  | Bị loại ở vòng bảng |
| 8  | Campuchia     | 3  | 1 | 0 | 2 | 4  | 6  | −2  | 3  | Bị loại ở vòng bảng |
| 9  | Philippines   | 3  | 1 | 0 | 2 | 2  | 8  | −6  | 3  | Bị loại ở vòng bảng |
| 10 | Úc            | 3  | 0 | 1 | 2 | 6  | 9  | −3  | 1  | Bị loại ở vòng bảng |
| 11 | Singapore     | 3  | 0 | 0 | 3 | 2  | 16 | −14 | 0  | Bị loại ở vòng bảng |
| 12 | Brunei        | 3  | 0 | 0 | 3 | 0  | 25 | −25 | 0  | Bị loại ở vòng bảng |